# Весенний сельсовет
Весенний сельсовет — сельское поселение в Оренбургском районе Оренбургской области Российской Федерации.
Административный центр — посёлок Весенний.

## История
24 сентября 2004 года в соответствии с законом Оренбургской области № 1472/246-III-ОЗ образовано сельское поселение Весенний сельсовет, установлены границы муниципального образования.

## Население
| 2010  | 2012  | 2013  | 2014  | 2015  | 2016  | 2017  |
| ----- | ----- | ----- | ----- | ----- | ----- | ----- |
| 1797  | ↗1915 | ↗2017 | ↘2009 | ↗2442 | ↗2933 | ↗3401 |
| 2018  | 2019  | 2020  | 2021  |       |       |       |
| ↗3758 | ↗4106 | ↗4274 | ↗5211 |       |       |       |

## Состав сельского поселения
| № | Населённый пункт | Тип населённого пункта          | Население |
| - | ---------------- | ------------------------------- | --------- |
| 1 | Весенний         | посёлок, административный центр | ↗5211     |